# Wilhelm Koppe

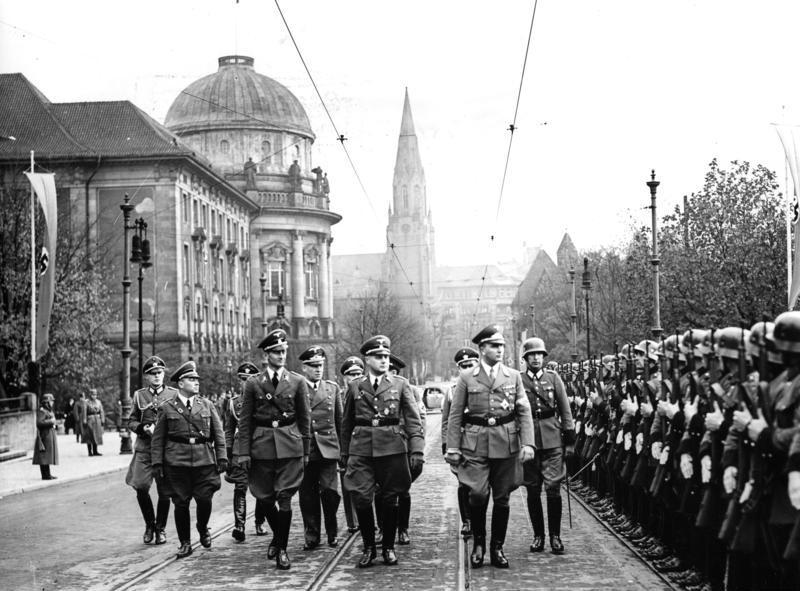
Arthur Greiser (till höger första raden) och Wilhelm Koppe inspekterar ett hederskompani ur Wehrmacht i Posen i november 1939.

Karl Heinrich Wilhelm Koppe, född 15 juni 1896 i Hildesheim, död 2 juli 1975 i Bad Godesberg i Bonn, var en tysk SS-Obergruppenführer, general i Waffen-SS och riksdagsledamot. Han var Högre SS- och polischef i Reichsgau Wartheland med säte i Posen och senare i området Ost med säte i Krakau. Under senare delen av andra världskriget var Koppe en av de mäktigaste männen i Generalguvernementet, den del av Polen som inte inkorporerades i Tredje Riket. 
Koppe var delaktig i konstruerandet av förintelselägret i Chełmno och därmed i hög grad ansvarig för förintelsen i Polen. Koppe var medansvarig för de förbrytelser och övergrepp som begicks mot polska judar, romer, psykiskt och fysiskt funktionshindrade samt politiskt oliktänkande i Reichsgau Wartheland och Generalguvernementet.

## Biografi
Wilhelm Koppe var son till en kronofogde. Han bedrev läroverksstudier i Stolzenau, Harburg och Wilhelmsburg. Efter studentexamen tog Koppe värvning i den tyska armén och stred i första världskriget. I december 1916 blev han på västfronten befordrad till löjtnant i reserven. Efter första världskrigets slut grundade han ett grossistföretag.
Koppe inträdde i Nationalsocialistiska tyska arbetarepartiet (NSDAP) i september 1930 och i Schutzstaffel (SS) 1932. Han kom med tiden att vinna Reichsführer-SS Heinrich Himmlers fulla förtroende. Koppe var ledamot av den tyska riksdagen från 1933 till 1945. Efter att en kort tid ha varit SS-chef i Münster utsågs Koppe till SS-chef i Fria staden Danzig 1934. Samma år blev han, i egenskap av medlem av Sicherheitsdienst (SD), inspektör för Sicherheitspolizei (Sipo) i Dresden. 

### Andra världskriget
Tyskland invaderade Polen den 1 september 1939 och andra världskriget var ett faktum. Sovjetiska Röda armén marscherade in i Polen från öster den 17 september och cirka tre veckor senare, den 6 oktober, kapitulerade Polen. 

#### Reichsgau Wartheland
Den 26 oktober 1939 utnämndes Koppe till Höhere SS- und Polizeiführer (HSSPF; Högre SS- och polischef) i Reichsgau Wartheland, där Arthur Greiser var Gauleiter. Koppe hade sitt högkvarter i staden Posen, vilken han ämnade göra "judefri". Omedelbart beordrade Koppe massavrättningar och deportationer av polacker och polska judar. En av Koppes första uppgifter var att i Reichsgau Wartheland bereda plats för 40 000 balttyskar. I november 1939 beräknade chefen för Reichssicherheitshauptamt, Reinhard Heydrich, att minst 80 000 polacker och polska judar skulle behöva deporteras längre österut för att ge plats åt balttyskarna. Med hjälp av sin underordnade, SS-Obersturmbannführer Albert Rapp, och dennes personal, organiserade Koppe denna gigantiska deportation; den 17 december 1939 hade 87 833 människor evakuerats från Reichsgau Wartheland.
Som befälhavare för SS i Warthegau hade Koppe ett nära samarbete med Ernst Damzog, inspektör för Sicherheitspolizei och Sicherheitsdienst  i Posen. Damzog organiserade personalen i förintelselägret Chełmno (Kulmhof), där judar från bland annat Łódź getto (Litzmannstadt) mördades. Koppe hade aktivt deltagit i inrättandet av förintelselägret i Chełmno, som öppnades i december 1941. Lägret och dess personal stod under Koppes befäl, och Koppe i sin tur rapporterade direkt till Himmler. Som Himmlers representant för Reichskommissariat für die Festigung deutschen Volkstums (RKFDV), "Rikskommissariatet för befästandet av den tyska folkstammen", bar Koppe ansvaret för mordet på dessa judar.
I egenskap av SS- och polischef i Reichsgau Wartheland deltog Koppe även i Aktion T4, Nazitysklands eutanasiprogram, vilket innebar att bland andra mentalt handikappade personer skulle dödas. I maj 1940 åtog sig Koppe ett uppdrag från Högre SS- och polischef Nordost Wilhelm Rediess vilket innebar att eliminera 1 558 mentalt handikappade tyska patienter samt omkring 500 polska funktionshindrade personer. Det praktiska genomförandet anförtroddes åt SS-Obersturmführer Herbert Lange och dennes Sonderkommando Lange, som från den 21 maj till den 8 juni 1940 mördade drygt 2 000 patienter från Ostpreussen och Regierungsbezirk Zichenau i en gasvagn i koncentrationslägret i Soldau.
I Reichsgau Wartheland fanns år 1942 omkring 20 000–25 000 polacker som led av obotlig tuberkulos. Koppe beordrade att dessa skulle dödas; de flesta av dem sändes till förintelselägret i Chełmno.

#### Generalguvernementet
Den 30 januari 1942 befordrades Koppe till Obergruppenführer. Den 9 november 1943 efterträdde han Friedrich Wilhelm Krüger som Högre SS- och polischef i Generalguvernementet med högkvarter i Krakau. Krüger hade haft flera allvarliga gräl med Generalguvernementets ståthållare Hans Frank och blev till slut avskedad. Koppe blev med denna utnämning en av de mäktigaste männen i Polen. I Generalguvernementet var Koppe även statssekreterare för säkerhetsväsendet (Staatssekretär für das Sicherheitswesen) och var därmed delaktig i de förbrytelser som begicks i koncentrationslägret Warszawa och i bekämpandet av den polska motståndsrörelsen. 
Den polska motståndsrörelsen ville se Koppe död och planerade Akcja Koppe ("Aktion Koppe"). En enhet ur Kedyw, en underjordisk motståndsgrupp, sårade Koppe i Krakau den 11 juli 1944.

### Efter andra världskriget
År 1945 gick Koppe under jorden och antog sin frus flicknamn Lohmann. Koppe återupptog sin roll som affärsman och blev med tiden chef för en chokladfabrik i Bonn. År 1960 blev han igenkänd och arresterades; den 19 april 1962 släpptes han fri mot borgen. År 1964 inleddes rättegången mot Koppe, som bland annat anklagades för medhjälp till mord på 145 000 människor, i huvudsak i förintelselägret i Chełmno. Rättegången avbröts på grund av Koppes dåliga hälsotillstånd och 1966 beslutade domstolen att lägga ner åtalet. De västtyska myndigheterna vägrade att efterkomma en polsk utlämningsansökan.
Wilhelm Koppe avled i Bonn 1975.

## Befordringar inom SS
- Truppführer: 2 januari 1932 (Efter de långa knivarnas natt 1934 fick graden benämningen Oberscharführer.)
- Sturmhauptführer: 1 september 1932 (Efter de långa knivarnas natt 1934 fick graden benämningen Hauptsturmführer.)
- Sturmbannführer: 30 januari 1933
- Standartenführer: 20 april 1933
- Oberführer: 20 april 1934
- Brigadeführer: 23 augusti 1934
- Gruppenführer: 13 september 1936
- Gruppenführer und Generalleutnant der Polizei: 20 april 1941[12]
- Obergruppenführer und General der Polizei: 30 januari 1942
- General der Waffen-SS: 1 juli 1944

## Utmärkelser i urval
- Järnkorset av andra klassen (1914)
- Järnkorset av första klassen (1914)
- Ärekorset med svärd
- Krigsförtjänstkorset av andra klassen med svärd (1941)
- Krigsförtjänstkorset av första klassen med svärd (1941)
- Gauehrenzeichen des Reichsgaues Wartheland für Verdienste im Volkstumskampf
- Anschlussmedaljen (Medaille zur Erinnerung an den 13. März 1938)
- Sudetenlandmedaljen (Medaille zur Erinnerung an den 1. Oktober 1938)
- NSDAP:s partitecken i guld (1943)
- SS-Ehrenring (Totenkopfring)
- SS Hederssvärd